# RBASIC
RBASIC (Robotron-BASIC) ist ein BASIC-Interpreter, der in der DDR entwickelt und vertrieben wurde. Er wurde wie der Bildungscomputer robotron A 5105 (kurz BIC) in erster Linie für das Bildungssystem der DDR entworfen.
Der BASIC-Interpreter orientiert sich stark am Microsoft BASIC für MSX-Rechner. MSX-BASIC-Programme sind durch, teilweise einfache, Anpassungen lauffähig (Grafik-Koordinatensystem, VDEEK/VDOKE statt VPEEK/VPOKE, Screen und Farbnummern, Speicheradressen).

## Geschichte & Entwicklung
Die Entwicklung begann wahrscheinlich analog mit der des BIC im Januar 1987 und oblag dem VEB Robotron-Meßelektronik „Otto Schön“ Dresden. Sie wurde schließlich spätestens im Juli 1989 abgeschlossen. Es belegt im ROM 40 KB. Mit Erscheinen des ALBA PC 1505 wurde eine leicht überarbeitete Version im Januar 1990 veröffentlicht. Diese Variante war ein erfolgloser Versuch, unter den neuen Bedingungen Fuß zu fassen und den BIC als Heimcomputer zu vermarkten. Lediglich 2000 solcher Computer konnten abgesetzt werden. Im April 1990 wurde die Weiterentwicklung abgebrochen.

## Versionen
Ursprünglich in der Version 2.0 ausgeliefert, wurde es für den ALBA PC geringfügig überarbeitet (u. a. konnten jetzt zwei Diskettenlaufwerke angesprochen werden) und als Version 2.01 veröffentlicht.

## Start
Lässt man den A5105 ohne Diskette booten, startet RBASIC automatisch.

## Merkmale
Der Dialekt beherrscht über 150 Befehle und war somit sehr umfangreich.
Es war möglich, sämtliche Videomodi anzusteuern:
- Textmodus; 40 × 25 Zeichen oder 80 × 25 Zeichen, jeweils 16 möglichen Farben
- Grafikmodus; 320 × 200 Pixel oder 640 × 200 Pixel, 4 aus 16 Farben
- Multicolormodus; Auflösung von 320 × 200 Pixel, alle 16 Farben
- Direkte Sound-Programmierung des nachgebildeten Soundchips AY-3-8910
- Programmierung von Sprites, die auch animiert werden können.

## Datensicherung
Speichern und Laden von Programmen war mittels Kassette, Diskette oder Modul möglich. Die Formatendung lautete .bas.

## Codebeispiel
```
 
10
 
SCREEN
 
2
:
COLOR
 
0
,
0
:
CLS

 
20
 
FOR
 
I
=
20
 
TO
 
300
 
STEP
 
20

 
30
 
PSET
(
I
,
59
),
PSET
(
I
,
150
),
2

 
40
 
NEXT
 
I

 
50
 
PAUSE

```

## Verbreitung & Bedeutung
Da der Interpreter stets ROM-implementiert war, kann man die Verbreitung aufgrund vorliegender Zahlen recht gut einschätzen. Durch seine „ungünstige“ Marktpräsenz im Zeitraum zwischen der Wende und friedliche Revolution in der DDR 1989 und der Währungs-, Wirtschafts- und Sozialunion 1990 sowie der großen Verbreitung von HC-BASIC erlangte dieser keine große Bedeutung mehr.
| System:        | Verkaufte Einheiten: |
| -------------- | -------------------- |
| Robotron A5105 | ≈3.000               |
| ALBA PC 1505   | ≈2.000               |
| Gesamt:        | ≈5.000               |

Zum Vergleich war HC-BASIC mit mind. 105.000 Einheiten viel verbreiteter.
Der Dialekt war grundsätzlich bedingt kompatibel zum Basic der Kleincomputer. Eine gewisse Kompatibilität war zum Interpreter BASI des Robotron EC 1834 gegeben.

## Export
Obwohl anfänglich nicht für den Export gedacht, wurden 200 BICs nach Kiew geliefert.